# بريان بيندكت
بريان بيندكت هو عارض فلبيني، ولد في 27 سبتمبر 1991 في مدينة سيبو في الفلبين.

## وصلات خارجية
- بريان بيندكت على موقع IMDb (الإنجليزية)